# Lac Riverin
Lac Riverin är en sjö i Kanada.   Den ligger i regionen Saguenay–Lac-Saint-Jean och provinsen Québec, i den östra delen av landet, 600 km nordost om huvudstaden Ottawa. Lac Riverin ligger 472 meter över havet. Arean är 5,2 kvadratkilometer. Den sträcker sig 6,1 kilometer i nord-sydlig riktning, och 4,5 kilometer i öst-västlig riktning.
I omgivningarna runt Lac Riverin växer i huvudsak barrskog. Trakten runt Lac Riverin är nära nog obefolkad, med mindre än två invånare per kvadratkilometer.